# Olga Gomelskaja
Olga Pavlovna Gomelskaja (Russisch: Ольга Павловна Гомельская; geboortenaam: Журавлева; Zjoeravleva) (Leningrad, 3 juni 1931 - Moskou 1995) was een basketbalspeler van het nationale damesteam van de Sovjet-Unie. Ze werd Meester in de sport van de Sovjet-Unie in 1952.

## Carrière
Gomelskaja speelde haar gehele carrière voor Spartak Leningrad die begon in 1947. In 1954 stopte ze met basketbal. Als speler voor het nationale team van de Sovjet-Unie won ze goud op het Europees kampioenschap in 1952.

## Privé
Gomelskaja was getrouwd met de legendarische basketbalcoach Aleksandr Gomelski. Ze hadden twee zonen. Vladimir Gomelski was ook basketbalspeler en basketbalcoach en Aleksandr die waterpolo speelde. Haar moeder was Nina Zjoeravleva die ook basketbalspeler en coach was.

## Erelijst
- Europees Kampioenschap: 1
  - Goud: 1952